# Blame (Bastille)
Blame is een single van de Britse band Bastille, van hun derde album Wild World. De single verscheen in september 2016 voor het eerst, als nummer op het album. Het werd later die maand tevens als download en als single uitgebracht, met op de B-zijde de Bunker Sessions van dit nummer. Het nummer wist vierde te staan in de Billboard Alternative Songs.

## Muziekvideo
Op 15 december werd er een muziekvideo op YouTube geplaatst voor dit nummer. Dit duurt 5 minuten en 20 seconden. Het nummer gaat over een soort sekte.